# 學甲小麥產業文化節
學甲小麥產業文化節是臺灣臺南市學甲區農會所舉辦的一個農業活動，活動會於學甲蜀葵花文化節開始之後舉辦，兩活動是賞麥及看花（蜀葵花、粉萼鼠尾草、百日草、油菜等）。
蜀葵花是因農地休耕政策而種植，後演變成一個極具地方特色的活動。學甲區農會於民國106年(2017年)開始舉辦小麥產業文化節，活動讓遊客在麥田裡拍照打卡外，也搭配了許多的趣味活動供前來的大小朋友玩樂。搭配與蜀葵花節活動，讓遊客也有美麗的蜀葵花可觀賞，同時結合虱目魚及西瓜等學甲地區的農漁產品，加上本地小麥所製成的麵條與糕點。